# 克劳迪娅·克吕格尔
克劳迪娅·克吕格尔（德語：Claudia Krüger，20世纪—），德国前女子赛艇运动员。她曾代表东德参加世界赛艇锦标赛，获得二枚金牌，均来自女子四人双桨项目。